# توشيو شيمادا
توشيو شيمادا (باليابانية: 島田俊雄؛ بالكانا: しまだ としお) هو محامي ياباني، ولد في 19 يونيو 1877 في غوتسو في اليابان، وتوفي في 21 ديسمبر 1947 في ميناتو في اليابان.